# Federació d'Escudelles, Ranxos i Sopes Històriques de Catalunya
La Federació d'Escudelles, Ranxos i Sopes Històriques de Catalunya és una associació sense ànim de lucre que té com a objectiu principal agrupar les entitats històriques de Catalunya que tenen la finalitat principal de preservar el seu àpat patrimonial local.
La Federació es va fundar el 10 de Novembre del 2018 a Capmany.
Aquest tipus d'àpats tradicionals inunden el conjunt del territori català, i reben diferents noms: el Ranxo de Capmany, l'Escudella de Castellterçol, l'Escudella de la Confraria de Santa Llúcia de Gelida, la Calderada de la Confraria de Sant Antoni de La Seu d'Urgell, Lo Ranxo de Ponts, la Sopa de Verges, el Ranxo de Vidreres, o la Caldera de Montmaneu, entre molts altres. "Catalunya Bull" (Edicions Sidilla) és el llibre de les sopes, els ranxos i les escudelles populars de Catalunya; de l'escriptora Judit Pujadó i Puigdomènech.